# 상호내주
상호내주( 헬라어: περιχορησις, 영어: Perichoresis )는 삼위일체교리에서 하느님을 설명하는 중요한 핵심용어이다.  삼위 하느님의 관계를 설명하는 데, 성부(하느님) 안에 성자(예수님)와 성령께서 인격체로 내주해 계신다는 의미이다.  마찬가지로 성자와 성령이 서로 '내주하신다'는 의미이다.

## 삼위일체의 특성
상호내주의 의미에는 성부, 성자, 성령 간에 상호 침투하며, 완전하게 하고 내주하시며, 헌신함을 뜻한다.

### 본성들의 교제
그리스도의 두 본성간의 상태를 말할 때, 본성간에 상호 소통을 의미하며, 하나의 위격을 형성한다.

## 구원받은 성도들의 삶의 양식
요한복음 17장에 나온 예수 그리스도의 기도에서 삼위일체 되신 하나님과 같이 저들도 하나가 되게 하소서라는 의미는 삼위일체가 성도들의 삶의 양식과 밀접하게 연관있음을 나타내고 있다.